# Jeferson Santos Júnior
Jeferson Santos Júnior (19 de abril de 1999) es un deportista brasileño que compite en judo. Ganó una medalla de bronce en los Juegos Panamericanos de 2019 en la categoría de –73 kg.

## Palmarés internacional
| Juegos Panamericanos | Juegos Panamericanos | Juegos Panamericanos | Juegos Panamericanos |
| Año                  | Lugar                | Medalla              | Categoría            |
| -------------------- | -------------------- | -------------------- | -------------------- |
| 2019                 | Lima (Perú)          | Medalla de bronce    | –73 kg               |